# Alain Weill
Pour les articles homonymes, voir Weill et Alain Weill (homonymie).
Alain Weill, né le 6 avril 1961 à Strasbourg (Bas-Rhin), est un homme d'affaires français.
Il a notamment créé et préside depuis l'année 2005 le groupe NextRadioTV, propriétaire des chaînes de radios RMC et BFM Business, de la chaîne de télévision BFM TV et du Groupe 01. Il devient, en 2017, président-directeur général de SFR Group, renommé Altice France, et en 2018, directeur général d'Altice Europe. En 2019, il fait une entrée majoritaire dans le magazine L'Express. Il quitte ses fonctions au sein du groupe Altice au cours de l'été 2021.

## Biographie

### Formation
Après une licence en sciences économiques obtenue à l'université, Alain Weill rentre à 22 ans à l'Institut supérieur des affaires (aujourd'hui MBA de HEC Paris) dont il sort diplômé en 1984.

### Carrière

#### 1982-2005: radio
Début 1982, Alain Weill participe à la radio libre étudiante parisienne Radio Cocktail, fondée en janvier 1981 à Paris.
De 1985 à 1989, il est directeur du réseau de la station NRJ. Il occupe ensuite le poste de directeur général de Quarare (Groupe Sodexo) de 1989 à 1990. En 1990, il devient attaché de direction générale à la Compagnie Luxembourgeoise de Télédiffusion (CLT).
Le 19 décembre 1991, il prend la direction de la radio des musiques électroniques Maxximum qui appartient à la CLT. La station ferme ses portes le 6 janvier 1992. Elle cède la place à M40 (la déclinaison française d'une radio hits espagnole), aujourd'hui RTL2.
En 1992, il devient administrateur et directeur général de groupe radiophonique NRJ Group (NRJ, Chérie FM, Rire et Chansons…), puis président directeur général de NRJ Régie en 1995 et enfin vice-président du directoire NRJ Group en 1997. En 1998, il devient président du Syndicat indépendant des régies de radios privées (SIRRP).
En 2000, Alain Weill crée Nextradio (dont il prend la présidence du directoire) et rachète la radio RMC dont l'audience est alors en chute libre. Il organise le re-positionnement de la station nationale autour de trois piliers : infos, talk-shows et sports (il achète notamment les droits de diffusion exclusifs de la Coupe du monde de football de 2002 pour 500 000 euros).
NextRadio reprend la radio BFM en 2002 à la barre du tribunal de commerce de Nanterre dans le cadre d'un plan de cession. La radio est recentrée avec succès sur l'économie.

#### 2005-2007: radio et télévision
Le 9 mai 2005, le CSA retient la candidature de son projet de chaîne d'information en continu à vocation économique BFM TV dans le cadre de l'appel aux candidatures lancé le 14 décembre 2004 relatif à l'attribution des licences de TNT. La chaîne est officiellement lancée le 28 novembre 2005 à 18 h.
NextRadio devient alors NextRadioTV. Alain Weill est PDG et actionnaire à 36 % de ce groupe, détenant deux radios (RMC et BFM Radio) et une chaîne de télévision (BFM TV).

#### 2007-2021: presse écrite, radio, télévision et télécoms
Après la radio et la télévision, Alain Weill se lance dans la presse écrite et rachète en 2007, le Groupe Tests, éditeur entre autres de 01 Informatique, Micro hebdo et L'Ordinateur individuel. En 2008, il rachète le quotidien économique La Tribune à l'homme d'affaires Bernard Arnault. En mai 2010, il revend 80 % du capital de La Tribune tout en conservant une part minoritaire de 20 %.
En décembre 2014, alors invité au Buzz Média Orange-Le Figaro, il confie vouloir faire de BFM TV « l'équivalent francophone de CNN International ».
Le 10 novembre 2017, Alain Weill est nommé PDG de la filiale SFR,, renommée Altice France, du groupe Altice après la démission de l'ex-PDG Michel Combes. Il étend son périmètre et devient DG d'Altice Europe en mai 2018.
Le 12 février 2019, il fait une entrée majoritaire au capital du magazine L'Express à travers sa société News Participation Il en est nommé président et directeur de publication.
Fin juin 2021, Alain Weill se retire officiellement de ses activités média et quitte ses fonctions à la tête d'Altice France et de SFR,.

#### Immobilier
Parallèlement à son activité dans les médias, Alain Weill développe également un projet immobilier d’envergure sur la Côte d’Azur. En quelques années, il rachète dans le Var, à La Croix-Valmer, trois hôtels, deux restaurants et une quarantaine de studios et y ouvre, en 2019, un hôtel cinq-étoiles dénommé Lily of the Valley. Parmi les habitants de la petite ville, les réactions sont contrastées : si certains, dont le maire, se réjouissent des investissements de l’homme d’affaires et de leurs retombées économiques, d’autres s’inquiètent d’une forme de privatisation du littoral.
Il ouvre également en 2022 une branche de l'hôtel Lily of the Valley dans la station de ski de Courchevel où il exploite un chalet de 700m2.

### Vie privée
Alain Weill a été marié de 1987 à 2017 à Isabelle Mathé avec qui il a eu trois enfants.
Il est membre du club Le Siècle.[réf. souhaitée]
En 2022, sa fortune est estimée par Challenges à 275 millions d'euros.

### Distinctions
- Chevalier de la Légion d'honneur (2010)[18]